# Dennis Oliech
Dennis Oliech (Nairobi, 2 febbraio 1985) è un ex calciatore keniota, di ruolo attaccante.

## Carriera

### Club

#### Mathare Utd
Nato a Nairobi, Oliech inizia a giocare a calcio nel Dagoretti Santos, prima di passare a 16 anni al Mathare Utd nel 2001. In quel periodo viene supervisionato dall'Olympique Marsiglia ma il presidente del Mathare blocca la partenza dell'attaccante.

#### Al-Arabi
Nel 2003 inizia la sua carriera professionistica in Qatar, all'Al-Arabi, dove al termine della prima stagione mette a segno 21 reti. I dirigenti del club propongono a Oliech di ottenere la cittadinanza qatariota per poter giocare nella relativa nazionale ma l'attaccante rifiuta su consiglio della famiglia. A 19 anni entra nella lista dei dieci migliori giovani del calcio mondiale secondo The Guardian, insieme a Cristiano Ronaldo, Zlatan Ibrahimović e Wayne Rooney.
Rimasto in Qatar un altro anno, gioca a fianco di Stefan Effenberg e Gabriel Batistuta, giunti nella penisola arabica per terminare le loro carriere. Nel 2005 l'Al-Arabi rifiuta un'offerta del Monaco ma nello stesso anno la Camera di Risoluzione delle Controversie della FIFA decide di far pagare al club qatarino $15 000 a titolo di risarcimento in merito al mancato trasferimento. Nel frattempo il giocatore è in trattativa con un'altra squadra europea, il Nantes.

#### Nantes
Desideroso di trasferirsi in Europa, nel 2005 Oliech viene acquistato dal Nantes per 2,7 milioni di euro, nel corso della finestra invernale di calciomercato, prendendo la maglia numero 9. Intanto il Mathare United, la squadra dove è cresciuto il giocatore in Kenya, afferma che il Nantes gli deve 14.000 scellini, cosa che però il club francese smentisce. Appena arrivato in Francia, Oliech si sottopone ad un intervento chirurgico al ginocchio e ritorna in campo solo trenta giorni più tardi. L'11 marzo 2006 esordisce coi Canarini nella sfida pareggiata 1-1 contro il Lilla, sostituendo al 66º minuto Julio Hernán Rossi. La prima rete del kenyota al Nantes arriva il 21 marzo 2006, nel match di Coppa di Francia vinto 1-0 contro il Digione, mentre la prima marcatura in campionato avviene la settimana successiva nella sconfitta per 1-3 contro il Marsiglia. Termina la stagione 2005-2006 con due reti in nove presenze.
La stagione 2006-2007 è complicata per il kenyota che perde presto il posto da titolare in squadra. Nonostante lo scarso impiego e l'interessamento di un club di Premier League, a dicembre 2006 comunica di voler rimanere al Nantes. La squadra disputa tuttavia un campionato fallimentare, conclusosi con la prima retrocessione in Ligue 2 da 44 anni, e a livello individuale il giocatore mettere a referto solo quattro gol in 32 presenze.

#### Auxerre
Il 30 agosto 2007 viene prestato all'Auxerre, dove però inizialmente fatica a trovare un posto da titolare, soprattutto per la concorrenza di Ireneusz Jeleń. Fa quindi il suo debutto solo il 20 ottobre 2007 nella gara vinta 5-3 contro il Lorient, entrando nella ripresa. Dopo altre dieci presenze, l'Auxerre decide di pagare il riscatto da un milione di euro al Nantes. Nel girone di ritorno scende in campo 14 volte e segna tre gol, tra cui una doppietta al Rennes.
Seppur poco prolifico (nove reti segnate dal 2007 al 2010), negli anni successivi il kenyano si conquista piano piano la fiducia dell'allenatore Jean Fernandez che lo fa diventare titolare della squadra per la stagione 2010-2011. Conclude l'annata con quattro reti in 43 apparizioni totali.
La stagione 2011-2012 inizia agli ordini di un nuovo allenatore, Laurent Fournier, ma Oliech continua ad essere l'attaccante titolare dell'Aja. Il 25 settembre 2011 segna la sua prima tripletta in soli sedici minuti nella vittoria per 4-1 contro il Sochaux. Dopo una serie di altre buone prestazioni individuali, a fine anno comunque l'Auxerre retrocede in seconda serie. Oliech è corteggiato da diversi club europei e alla fine intavola una trattativa col Kasımpaşa. Nonostante il trasferimento paia concluso per 2 milioni di euro, la società turca non fornisce delle garanzie finanziarie cosicché l'attaccante ritorna il 25 luglio 2012 all'Auxerre, con cui disputa la prima metà della Ligue 2 2012-2013.

#### Ajaccio
Rimasto svincolato, il 15 gennaio 2013 si aggrega all'Ajaccio, con cui sottoscrive un contratto da 18 mesi. Sceglie di indossare la maglia numero 29 e debutta coi corsi il 26 gennaio 2013 nel pareggio per 1-1 contro l'Évian, partita in cui segna pure la prima rete. Il 2 marzo 2013, nel corso del Derby della Corsica contro il Bastia, colpisce col piede la testa del portiere Mickaël Landreau e viene espulso. Questo fatto porta ad una violenta rissa in campo, con l'arbitro Turpin costretto ad estrarre altri tre cartellini rossi.

#### Dubai Club e ritiro
Il 25 febbraio 2015 arriva la risoluzione consensuale con l'Ajaccio e Oliech si trasferisce allora al Dubai Club. Lasciati gli Emirati Arabi, dopo quattro anni di inattività ritorna brevemente in Kenya, al Gor Mahia, mentre il 20 gennaio 2020 annuncia il suo ritiro dal calcio.

### Nazionale
Con 34 reti realizzate in 72 presenze, è il miglior marcatore di sempre della Nazionale keniota, con la quale ha vinto la CECAFA Cup nel 2002 e partecipato alla Coppa d'Africa nel 2004.

## Statistiche

### Cronologia presenze e reti in nazionale
| Cronologia completa delle presenze e delle reti in nazionale ― Kenya | Cronologia completa delle presenze e delle reti in nazionale ― Kenya | Cronologia completa delle presenze e delle reti in nazionale ― Kenya | Cronologia completa delle presenze e delle reti in nazionale ― Kenya | Cronologia completa delle presenze e delle reti in nazionale ― Kenya | Cronologia completa delle presenze e delle reti in nazionale ― Kenya | Cronologia completa delle presenze e delle reti in nazionale ― Kenya | Cronologia completa delle presenze e delle reti in nazionale ― Kenya |
| Data                                                                 | Città                                                                | In casa                                                              | Risultato                                                            | Ospiti                                                               | Competizione                                                         | Reti                                                                 | Note                                                                 |
| -------------------------------------------------------------------- | -------------------------------------------------------------------- | -------------------------------------------------------------------- | -------------------------------------------------------------------- | -------------------------------------------------------------------- | -------------------------------------------------------------------- | -------------------------------------------------------------------- | -------------------------------------------------------------------- |
| 4-5-2002                                                             | Lagos                                                                | Nigeria                                                              | 3 – 0                                                                | Kenya                                                                | Amichevole                                                           | -                                                                    |                                                                      |
| 11-5-2002                                                            | Nairobi                                                              | Kenya                                                                | 1 – 0                                                                | Tanzania                                                             | Amichevole                                                           | -                                                                    |                                                                      |
| 18-5-2002                                                            | Arusha                                                               | Tanzania                                                             | 0 – 5                                                                | Kenya                                                                | Amichevole                                                           | -                                                                    |                                                                      |
| 7-9-2002                                                             | Nairobi                                                              | Kenya                                                                | 3 – 0                                                                | Togo                                                                 | Qual. Coppa d'Africa 2004                                            | 1                                                                    |                                                                      |
| 12-10-2002                                                           | Praia                                                                | Capo Verde                                                           | 0 – 1                                                                | Kenya                                                                | Qual. Coppa d'Africa 2004                                            | -                                                                    |                                                                      |
| 23-10-2002                                                           | Arusha                                                               | Sudafrica                                                            | 1 – 1                                                                | Kenya                                                                | Amichevole                                                           | -                                                                    |                                                                      |
| 26-10-2002                                                           | Dar-es-Salaam                                                        | Uganda                                                               | 1 – 1                                                                | Kenya                                                                | Amichevole                                                           | -                                                                    |                                                                      |
| 30-11-2002                                                           | Mwanza                                                               | Tanzania                                                             | 1 – 0                                                                | Kenya                                                                | CECAFA Cup 2002 - 1º turno                                           | -                                                                    |                                                                      |
| 3-12-2002                                                            | Mwanza                                                               | Kenya                                                                | 1 – 1                                                                | Burundi                                                              | CECAFA Cup 2002 - 1º turno                                           | 1                                                                    |                                                                      |
| 6-12-2002                                                            | Dar-es-Salaam                                                        | Kenya                                                                | 4 – 1                                                                | Eritrea                                                              | CECAFA Cup 2002 - 1º turno                                           | 2                                                                    |                                                                      |
| 9-12-2002                                                            | Dar-es-Salaam                                                        | Sudan                                                                | 0 – 1                                                                | Kenya                                                                | CECAFA Cup 2002 - 1º turno                                           | 1                                                                    |                                                                      |
| 12-12-2002                                                           | Arusha                                                               | Uganda                                                               | 1 – 3                                                                | Kenya                                                                | CECAFA Cup 2002 - Semifinale                                         | -                                                                    |                                                                      |
| 14-12-2002                                                           | Dodoma                                                               | Tanzania                                                             | 2 – 3                                                                | Kenya                                                                | CECAFA Cup 2002 - Finale                                             | 1                                                                    |                                                                      |
| 15-3-2003                                                            | Nairobi                                                              | Kenya                                                                | 2 – 2                                                                | Uganda                                                               | Amichevole                                                           | 1                                                                    |                                                                      |
| 23-3-2003                                                            | Nairobi                                                              | Kenya                                                                | 4 – 0                                                                | Tanzania                                                             | Amichevole                                                           | 1                                                                    |                                                                      |
| 29-3-2003                                                            | Nairobi                                                              | Kenya                                                                | 4 – 0                                                                | Mauritania                                                           | Qual. Coppa d'Africa 2004                                            | 1                                                                    |                                                                      |
| 31-5-2003                                                            | Nairobi                                                              | Kenya                                                                | 1 – 1                                                                | Trinidad e Tobago                                                    | Amichevole                                                           | 1                                                                    |                                                                      |
| 6-6-2003                                                             | Nouakchott                                                           | Mauritania                                                           | 0 – 0                                                                | Kenya                                                                | Qual. Coppa d'Africa 2004                                            | -                                                                    |                                                                      |
| 13-6-2003                                                            | Accra                                                                | Ghana                                                                | 1 – 3                                                                | Kenya                                                                | Amichevole                                                           | 1                                                                    |                                                                      |
| 22-6-2003                                                            | Lomé                                                                 | Togo                                                                 | 2 – 0                                                                | Kenya                                                                | Qual. Coppa d'Africa 2004                                            | -                                                                    |                                                                      |
| 5-7-2003                                                             | Nairobi                                                              | Kenya                                                                | 1 – 0                                                                | Capo Verde                                                           | Qual. Coppa d'Africa 2004                                            | 1                                                                    |                                                                      |
| 11-10-2003                                                           | Dar-es-Salaam                                                        | Tanzania                                                             | 0 – 0                                                                | Kenya                                                                | Qual. Coppa d'Africa 2004                                            | -                                                                    |                                                                      |
| 15-11-2003                                                           | Nairobi                                                              | Kenya                                                                | 3 – 0                                                                | Tanzania                                                             | Qual. Mondiali 2006                                                  | 2                                                                    |                                                                      |
| 24-1-2004                                                            | Bizerte                                                              | Kenya                                                                | 1 – 3                                                                | Mali                                                                 | Coppa d'Africa 2004 - 1º turno                                       | -                                                                    |                                                                      |
| 30-1-2004                                                            | Bizerte                                                              | Senegal                                                              | 4 – 0                                                                | Kenya                                                                | Coppa d'Africa 2004 - 1º turno                                       | -                                                                    |                                                                      |
| 2-2-2004                                                             | Bizerte                                                              | Burkina Faso                                                         | 0 – 3                                                                | Kenya                                                                | Coppa d'Africa 2004 - 1º turno                                       | 1                                                                    |                                                                      |
| 4-9-2004                                                             | Nairobi                                                              | Kenya                                                                | 3 – 2                                                                | Malawi                                                               | Qual. Mondiali 2006                                                  | 1                                                                    |                                                                      |
| 9-10-2004                                                            | Gaborone                                                             | Botswana                                                             | 2 – 1                                                                | Kenya                                                                | Qual. Mondiali 2006                                                  | 1                                                                    |                                                                      |
| 17-11-2004                                                           | Nairobi                                                              | Kenya                                                                | 2 – 1                                                                | Guinea                                                               | Qual. Mondiali 2006                                                  | 1                                                                    |                                                                      |
| 9-2-2005                                                             | Rabat                                                                | Marocco                                                              | 5 – 1                                                                | Kenya                                                                | Qual. Mondiali 2006                                                  | -                                                                    |                                                                      |
| 26-3-2005                                                            | Nairobi                                                              | Kenya                                                                | 1 – 0                                                                | Botswana                                                             | Qual. Mondiali 2006                                                  | 1                                                                    |                                                                      |
| 18-6-2005                                                            | Nairobi                                                              | Kenya                                                                | 0 – 0                                                                | Marocco                                                              | Qual. Mondiali 2006                                                  | -                                                                    |                                                                      |
| 2-9-2006                                                             | Nairobi                                                              | Kenya                                                                | 1 – 2                                                                | Eritrea                                                              | Qual. Coppa d'Africa 2008                                            | -                                                                    |                                                                      |
| 8-10-2006                                                            | Luanda                                                               | Angola                                                               | 1 – 3                                                                | Kenya                                                                | Qual. Coppa d'Africa 2008                                            | -                                                                    |                                                                      |
| 25-3-2007                                                            | Nairobi                                                              | Kenya                                                                | 2 – 0                                                                | eSwatini                                                             | Qual. Coppa d'Africa 2008                                            | -                                                                    |                                                                      |
| 27-5-2007                                                            | Nairobi                                                              | Kenya                                                                | 0 – 1                                                                | Nigeria                                                              | Amichevole                                                           | -                                                                    |                                                                      |
| 3-6-2007                                                             | Lobamba                                                              | eSwatini                                                             | 0 – 0                                                                | Kenya                                                                | Qual. Coppa d'Africa 2008                                            | -                                                                    |                                                                      |
| 8-9-2007                                                             | Nairobi                                                              | Kenya                                                                | 2 – 1                                                                | Angola                                                               | Qual. Coppa d'Africa 2008                                            | 1                                                                    |                                                                      |
| 31-5-2008                                                            | Windhoek                                                             | Namibia                                                              | 2 – 1                                                                | Kenya                                                                | Qual. Mondiali 2010                                                  | -                                                                    |                                                                      |
| 7-6-2008                                                             | Nairobi                                                              | Kenya                                                                | 2 – 0                                                                | Guinea                                                               | Qual. Mondiali 2010                                                  | 2                                                                    |                                                                      |
| 14-6-2008                                                            | Nairobi                                                              | Kenya                                                                | 2 – 0                                                                | Zimbabwe                                                             | Qual. Mondiali 2010                                                  | 1                                                                    |                                                                      |
| 22-6-2008                                                            | Harare                                                               | Zimbabwe                                                             | 0 – 0                                                                | Kenya                                                                | Qual. Mondiali 2010                                                  | -                                                                    |                                                                      |
| 6-9-2008                                                             | Nairobi                                                              | Kenya                                                                | 1 – 0                                                                | Namibia                                                              | Qual. Mondiali 2010                                                  | -                                                                    |                                                                      |
| 12-10-2008                                                           | Conakry                                                              | Guinea                                                               | 3 – 2                                                                | Kenya                                                                | Qual. Mondiali 2010                                                  | 1                                                                    |                                                                      |
| 28-3-2009                                                            | Nairobi                                                              | Kenya                                                                | 1 – 2                                                                | Tunisia                                                              | Qual. Mondiali 2010                                                  | 1                                                                    |                                                                      |
| 7-6-2009                                                             | Lagos                                                                | Nigeria                                                              | 3 – 0                                                                | Kenya                                                                | Qual. Mondiali 2010                                                  | -                                                                    |                                                                      |
| 20-6-2009                                                            | Nairobi                                                              | Kenya                                                                | 2 – 1                                                                | Mozambico                                                            | Qual. Mondiali 2010                                                  | -                                                                    |                                                                      |
| 6-9-2009                                                             | Maputo                                                               | Mozambico                                                            | 1 – 0                                                                | Kenya                                                                | Qual. Mondiali 2010                                                  | -                                                                    |                                                                      |
| 14-11-2009                                                           | Nairobi                                                              | Kenya                                                                | 2 – 3                                                                | Nigeria                                                              | Qual. Mondiali 2010                                                  | 1                                                                    |                                                                      |
| 4-9-2010                                                             | Bissau                                                               | Guinea-Bissau                                                        | 1 – 0                                                                | Kenya                                                                | Qual. Coppa d'Africa 2012                                            | -                                                                    |                                                                      |
| 9-10-2010                                                            | Nairobi                                                              | Kenya                                                                | 0 – 0                                                                | Uganda                                                               | Qual. Coppa d'Africa 2012                                            | -                                                                    |                                                                      |
| 9-2-2011                                                             | Nairobi                                                              | Kenya                                                                | 0 – 2                                                                | Sudafrica                                                            | Amichevole                                                           | -                                                                    |                                                                      |
| 26-3-2011                                                            | Nairobi                                                              | Kenya                                                                | 2 – 1                                                                | Angola                                                               | Qual. Coppa d'Africa 2012                                            | -                                                                    |                                                                      |
| 5-6-2011                                                             | Luanda                                                               | Angola                                                               | 1 – 0                                                                | Kenya                                                                | Qual. Coppa d'Africa 2012                                            | -                                                                    |                                                                      |
| 25-6-2011                                                            | Nairobi                                                              | Kenya                                                                | 1 – 2                                                                | Sudan                                                                | Amichevole                                                           | 1                                                                    |                                                                      |
| 10-8-2011                                                            | Gaborone                                                             | Botswana                                                             | 1 – 0                                                                | Kenya                                                                | Amichevole                                                           | -                                                                    |                                                                      |
| 3-9-2011                                                             | Nairobi                                                              | Kenya                                                                | 2 – 1                                                                | Guinea-Bissau                                                        | Qual. Coppa d'Africa 2012                                            | 1                                                                    |                                                                      |
| 8-10-2011                                                            | Kampala                                                              | Uganda                                                               | 0 – 0                                                                | Kenya                                                                | Qual. Coppa d'Africa 2012                                            | -                                                                    |                                                                      |
| 11-11-2011                                                           | Victoria                                                             | Seychelles                                                           | 0 – 3                                                                | Kenya                                                                | Qual. Mondiali 2014                                                  | 2                                                                    |                                                                      |
| 15-11-2011                                                           | Nairobi                                                              | Kenya                                                                | 4 – 0                                                                | Seychelles                                                           | Qual. Mondiali 2014                                                  | 1                                                                    |                                                                      |
| 29-2-2012                                                            | Nairobi                                                              | Kenya                                                                | 2 – 1                                                                | Togo                                                                 | Qual. Coppa d'Africa 2013                                            | -                                                                    |                                                                      |
| 2-6-2012                                                             | Nairobi                                                              | Kenya                                                                | 0 – 0                                                                | Malawi                                                               | Qual. Mondiali 2014                                                  | -                                                                    |                                                                      |
| 9-6-2012                                                             | Windhoek                                                             | Namibia                                                              | 1 – 0                                                                | Kenya                                                                | Qual. Mondiali 2014                                                  | -                                                                    |                                                                      |
| 17-6-2012                                                            | Lomé                                                                 | Togo                                                                 | 1 – 0                                                                | Kenya                                                                | Qual. Coppa d'Africa 2013                                            | -                                                                    |                                                                      |
| 14-10-2012                                                           | Nairobi                                                              | Kenya                                                                | 1 – 2                                                                | Sudafrica                                                            | Amichevole                                                           | 1                                                                    |                                                                      |
| 13-11-2012                                                           | Dar-es-Salaam                                                        | Tanzania                                                             | 1 – 0                                                                | Kenya                                                                | Amichevole                                                           | -                                                                    |                                                                      |
| 6-2-2013                                                             | Tunisi                                                               | Kenya                                                                | 3 – 0                                                                | Libia                                                                | Amichevole                                                           | 2                                                                    |                                                                      |
| 23-3-2013                                                            | Calabar                                                              | Nigeria                                                              | 1 – 1                                                                | Kenya                                                                | Qual. Mondiali 2014                                                  | -                                                                    |                                                                      |
| 8-9-2013                                                             | Nairobi                                                              | Kenya                                                                | 1 – 0                                                                | Namibia                                                              | Qual. Mondiali 2014                                                  | -                                                                    |                                                                      |
| 18-5-2014                                                            | Nairobi                                                              | Kenya                                                                | 1 – 0                                                                | Comore                                                               | Qual. Coppa d'Africa 2015                                            | -                                                                    |                                                                      |
| 3-8-2014                                                             | Nairobi                                                              | Kenya                                                                | 0 – 0                                                                | Lesotho                                                              | Qual. Coppa d'Africa 2015                                            | -                                                                    |                                                                      |
| 6-9-2015                                                             | Nairobi                                                              | Kenya                                                                | 1 – 2                                                                | Zambia                                                               | Qual. Coppa d'Africa 2017                                            | -                                                                    |                                                                      |
| Totale                                                               |                                                                      | Presenze                                                             | 72                                                                   |                                                                      | Reti                                                                 | 34                                                                   |                                                                      |